# ベスト・オブ・ザ・ビッグ・バンド
『ベスト・オブ・ザ・ビッグ・バンド』 (BEST OF THE BIG BAND) とはアメリカのビッグ・バンド、ブライアン・セッツァー・オーケストラが2002年にリリースしたベスト・アルバム。

## 解説
日本限定で発売されたベスト・アルバム。代表曲だけでなく、イチローが出演したペプシのCMソングの改作「セクシー・セクシー」、「スキャットマン・ジャック」、「エル・ディアブロ」といったオリジナル・アルバム未収録曲も収録している。

## 収録曲
1. ゲッティン・イン・ザ・ムード - Gettin' In The Mood
2. ランブル・イン・ブライトン - Rumble In Brighton
3. ジス・キャッツ・オン・ア・ホット・ティン・ルーフ - This Cat's On A Hot Tin Roof
4. ジャンプ・ジャイヴ・アン・ウェイル - Jump Jive An' Wail
5. セクシー、セクシー - Sexy,Sexy
6. スリープウォーク - Sleepwalk
7. 気取りやキャット - Stray Cat Strut
8. ロックタウンは恋の街 - Rock This Town
9. ダーティ・ブギ - The Dirty Boogie
10. ブランド・ニュー・キャデラック - Brand New Cadillac
11. フードゥー・ブードゥー・ドール - Hoodoo Voodoo Doll
12. レディ・ラック - Lady Luck
13. キャラヴァン - Caravan
14. ペンシルヴェニア 6-5000 - Pennsylvania 6-5000
15. アメリカーノ - Americano
16. エル・ディアブロ - El Diablo
17. スキャットマン・ジャック - Scatman Jack
18. ハウス・イズ・ロッキン - The House Is Rockin'